# Desisław Gunew
Desisław Gunew, bułg. Десислав Гунев (ur. 21 stycznia 1986 w Gabrowie) – bułgarski lekkoatleta, sprinter, którego specjalizacją był bieg na 100 m. Jego rekord życiowy na tym dystansie wynosi 10,27 s. Uczestniczył w mistrzostwach świata w Berlinie oraz igrzyskach olimpijskich w Pekinie. Na żadnej z tych imprez nie udało mu się awansować do drugiej rundy konkursu.

## Rekordy życiowe
| Dystans | Wynik (s) | Miejsce | Data            |
| ------- | --------- | ------- | --------------- |
| 60m     | 6,75      | Sofia   | 11 lutego 2006  |
| 100m    | 10,27     | Sofia   | 14 czerwca 2008 |
| 200m    | 20,70     | Sofia   | 30 czerwca 2008 |